# Kit-Cat Club
El Kit-Cat Club fue un conocido club, o tertulia, londinense, activo de finales del siglo XVII hasta 1722. Estrechamente asociado a los whigs, el club fue establecido por el entonces lord canciller, John Somers, y el destacado editor Jacob Tonson. Aunque públicamente el Club estaba dedicado a promover las Artes, era evidente la oposición de sus miembros a Jacobo II, llegando incluso a abogar por la revolución. Era considerado el club más influyente de su época, y pronto acogió a muchas de las figuras clave de la oposición política a la reina Ana.

Los integrantes del Club Kit-Cat, generalmente considerado un grupo de ingeniosos, fueron en realidad los patriotas que salvaron a Bretaña. Horace Walpole

## Origen
Establecido originalmente en una taberna, la Cat and Fiddle, cerca del Temple Bar, regida por Christopher Cat o Catling, cuando el dueño se trasladó a otro establecimiento, la Fountain Tavern, en The Strand, el Club también se trasladó allí. A partir de 1703, la tertulia se reuniría también en la casa de Tonson, cerca de Putney, en las orillas del Támesis, en las afueras de Londres. El club tomó su nombre por los pasteles de cordero del establecimiento.

## Miembros
Destacados miembros del club incluían tanto a arístocratas —muchos de ellos conocidos mecenas de las Artes— como a intelectuales y artistas, como Alexander Pope, Joseph Addison Horace Walpole, James Dorner, Richard Boyle (lord Burlington), Richard Temple, William Congreve, George Stepney, Richard Steele, Mathew Prior, Charles Montagu, I conde de Halifax), lord Carlisle, John Vanbrugh, Lionel Sackville, I duque de Dorset, Charles Seymour, VI duque de Somerset y John Churchill, I duque de Marlborough.

## Influencia cultural
Las revistas literarias inglesas Tatler, fundada en 1709 por Steele y The Spectator, fundada en 1711 por Steele y Addison, tuvieron sus orígenes en el Club.
Asimismo, en 1700, el Club se hizo cargo de los gastos del funeral del poeta John Dryden y en 1704, el Club financió la construcción de The Queen's Theatre en Haymarket, teatro donde Händel, probablemente invitado a Londres por Charles Montagu, I duque de Manchester, diplomático y miembro del Kit-Kat, estrenaría en 1711 su primera opera compuesta en Inglaterra, Rinaldo, compuesta expresamente para ser estrenada en el Queen's Theatre. Tras el éxito de Rinaldo, Haendel estrenaría otras operas en el mismo teatro. Poco después del estreno y éxito de Rinaldo, otro miembro del Kit-Cat, Richard Boyle, se convierte en el mecenas de Haendel.
El Kit-Cat Club tuvo como sucesor el Hanover Club, constituido por los whigs en 1720, con la diferencia de que este estaba dedicado en exclusivo a asuntos parliamentarios.

## Retratos kit-cat
A partir de 1697, los miembros del club fueron retratados por Godfrey Kneller, y los llamados retratos kit-cat,). de cuerpo medio, fueron regalados a Tonson. La National Portrait Gallery exhibe 21 de estos retratos en su Sala 9, y el resto se exhibe, como préstamo de la National Gallery, en Beningbrough Hall, propiedad de la National Trust.